# Budfirman Bums jullov
Budfirman Bums jullov var jullovsmorgon i SVT under perioden 22 december 2007–6 januari 2008.  Bakom serien står TV-profilerna Doris & Knäckebröderna. Serien om 17 episoder utspelar sig i en fiktiv småstad någonstans i Sverige och på Doris & Knäckebrödernas budfirma.
Doris & Knäckebröderna består av: Doris-Viktoria Johansson, Helding-Anders Johansson, Hilding-Micke Hansen. Gruppen stod själva för hela produktionen, manus, regi, musik med mera.
Exteriörscenerna spelades in i Skanör under våren 2007 och interiörscenerna under samma period i SVT:s studio 3 i Malmö.
Andra medverkande var:
- Kurt Johansson
- Marie-Louise Johansson
- Kati Reimer
- Daniel Hansson
- Henrik Johansson
- Henrik Larsson
- Christel Bergström
- Olle Bergström

### Fotnoter
1. ↑  ”Svensk mediedatabas”. http://smdb.kb.se/catalog/search?q=%22Budfirman+Bums+jullov+%22+typ%3Atv&sort=OLDEST. Läst 1 april 2011.